# William Anderson
William Anderson (North Berwick, 28 de dezembro de 1750 — Rússia, 3 de agosto de 1778) foi um médico, explorador e naturalista britânico.